# Peggy Carter
Margaret "Peggy" Carter é uma personagem fictícia que aparece nas histórias em quadrinhos publicadas pela Marvel Comics. Criada por Stan Lee e Jack Kirby, ela é geralmente descrita como uma personagem coadjuvante nas histórias do Capitão América. Ela apareceu pela primeira vez em Tales of Suspense #77 como um interesse amoroso de Steve Rogers em sequências de flashback durante a Segunda Guerra Mundial. Ela viria a ser mais conhecida como uma irmã (mais tarde redefinida como tia) de outro interesse romântico de Steve Rogers, Sharon Carter, a Agente 13.
Hayley Atwell retrata a personagem no Universo Cinematográfico Marvel (UCM), começando com o filme Captain America: The First Avenger de 2011 e continuando no curta-metragem lançado diretamente em vídeo Agent Carter (2013), Captain America: The Soldado Invernal (2014), a séries de televisão Marvel's Agents of S.H.I.E.L.D. e Marvel's Agent Carter e os filmes Avengers: Age of Ultron (2015), Ant-Man (2015), e Avengers: Endgame (2019). Atwell retorna à voz em uma versão alternativa do personagem chamada Capitã Carter na série animada What If ...? (2021)

## Publicação
A personagem apareceu pela primeira vez, sem nome, como um interesse amoroso do Capitão América na Segunda Guerra Mundial em Tales of Suspense #75 (único quadro) e #77 (maio de 1966), por Stan Lee (roteiro) e Jack Kirby (desenhos). Ela apareceu novamente como a irmã mais velha de Sharon Carter em Captain America #161 (maio de 1973). Ela foi posteriormente retconizada como a tia de Sharon devido à natureza de não envelhece dos personagens de quadrinhos (Captain America Vol. 5 # 25 (abril de 2007). A personagem tem aparecido com frequência em histórias Capitão América definidos durante a Segunda Guerra Mundial.

## Biografia ficcional da personagem

### Segunda Guerra Mundial
Durante a Segunda Guerra Mundial, Peggy foi idealisticamente dedicada a acabar com a opressão nazista e portanto, juntou-se à Resistência Francesa enquanto ainda era uma adolescente. Ela provou ser uma agente valente e altamente capaz, servindo em várias operações da resistência ao lado do herói Capitão América. Carter e Rogers se apaixonaram, mas tiveram que se separar quando o Capitão passou a se dedicar à uma nova missão. Em 1944, os dois se uniram novamente para impedir um cientista.

### Amnésia
Carter foi capturada pela Gestapo e foi mantida em cativeiro em Paris quando foi libertada pelos Aliados. No entanto, uma bomba explodiu perto dela durante a batalha que libertou a cidade, e o choque acabou lhe causando amnésia.Carter foi encontrada e identificada por colegas da Resistência e enviada para casa de seus pais em Virgínia.

### A Morte do Capitão América
Na Virgínia começou a recuperar da amnésia, mas sofria mental e emocionalmente e continuava ligando para o Capitão. Quando o jornal Clarim Diário relatou o rumor de que o Capitão América aparentemente havia sido morto antes do fim da guerra na Europa, Carter se isolou do mundo, se recusando a falar e de luto, pediu para ser internada no Hospital.

### Pecado Original
Durante a saga "Pecado Original" foi revelado que Peggy trabalhou com Howard Stark e Woody McCord quando uma nave alienígena pairou na Sibéria em 1952. Isso chamou a atenção dos defensores da Terra, McCord e Stark. Acreditando que essa presença estranha era uma ameaça, McCord procurou eliminá-la como ele fez com todos os outros invasores de seu mundo. Ebon Seeker já havia descoberto sua localização graças a Stark que havia ativado a nave espacial de Shareen. Ele usou o portal para chegar à Terra novamente, mas, pelo portal estar danificado, ficou preso. Trabalhando com Peggy, eles impediram a HIDRA de roubar a nave trabalhando com um dos habitantes para vencê-los. O alienígena ficou com Vanko na Rússia enquanto Carter, Howard e McCord retornavam aos EUA.

### S.H I.E.L.D.
Peggy se juntou a Superintendência Humana de Intervenção, Espionagem, Logística e Dissuassão, a S.H.I.E.L.D. Servindo com diretora por um longo tempo. Em 1966, na Groenlândia, Peggy e Dum Dum Dugan testaram novas armas fora dos decks do Helicarrier. Mais tarde, Dugan faz um pedido especial a Carter, que deve testar seu conhecimento ao avaliar um novo recruta, Lady Sif de Asgard.

### Doutor Faustus
Nos últimos anos, Carter começou tratamentos do criminoso Doctor Faustus. O Capitão América, que havia ressurgido há alguns anos, soube do paradeiro de Carter quando libertou a ela e outros das garras de Faustus. Carter finalmente recuperou suas lembranças e inicialmente manteve ela e Rogers mantiveram um forte relacionamento. Eventualmente, a força desse relacionamento diminuiu e os dois, porém, permaneceram amigos.

### Império Secreto
Peggy ajudou a combater o Império Secreto junto com seu colega da S.H.I.E.L.D., Gabe Jones. Foi revelado que os dois estavam em um relacionamento enquanto ele estava infiltrado dentro do Império Secreto. Peggy ajuda o Capitão Rogers em várias missões ao mesmo tempo em que lutavam contra criminosos como o Esquadrão Serpente.

### Caveira Vermelha
A descoberta do Caveira Vermelha de seu relacionamento com Gabe Jones o estimulou a capturar e torturar os dois. Capitão América, Gabe e Peggy se reuniram ao redor de um Falcão em coma, quando Rogers subitamente foi levado por uma misteriosa nave voadora e jogado em um labirinto gigante. Leila Taylor é trazida para a S.H.I.E.L.D. Questionando a perplexidade de Gabe e Peggy. Eles se aproximam da S.H.I.E.L.D. O co-diretor das operações de campo, Jeff Cochren, ajuda no tratamento de Sam Wilson enquanto Val Fontaine e Eric Koenig se aproximam da localização do Druid. A força-tarefa da S.H.I.E.L.D. chega e ajuda os acólitos de Rogers a derrotar Druid. Com raiva e cansado, a única preocupação de Steve agora, é descansar e acompanhar a recuperação de Sam. Jeff Cochren tenta prender Sam por seus crimes passados, apesar dos protestos de Gabe e Peggy.

### Grande Diretor
Peggy informa ao Capitão Rogers sobre como Sharon e alguns outros agentes da S.H.I.E.L.D. estavam tentando coletar informações sobre o novo Grande Diretor e sua Força Nacional. Desde que Rogers saiu da cidade, o misterioso Grande Diretor trouxe sua plataforma hipnótica de ódio, racismo e violência para a cidade de Nova York. Peggy lembra que, durante uma manifestação no Central Park, o Grande Diretor parece incitar as pessoas a um frenêsi assassino, incluindo Sharon Carter. Agora, Sharon está faltando e a força nacional parece estar em ascensão. Peggy Carter salta de seu carro, enquanto ele explode. O Capitão América sai para o resgate, capturando os agentes da Força Nacional e vendo Peggy parar em uma ambulância. O Grande Diretor segura Peggy, usando-a como refém para escapar. Mas Rogers consegue resgatá-la. Ela o ajuda a chegar a nova base da S.H.I.E.L.D.

### Equipe de Apoio dos Vingadores
Mais tarde, Peggy se junta a equipe de apoio dos Vingadores. Quando os Vingadores se dissolveram depois que muitos de seus números foram acreditados mortos, a equipe de suporte, porém, acabou sendo descartada de forma semelhante.

### Aposentadoria
Peggy acabou por morar em uma casa de repouso, aparentemente sofrendo de uma forma de demência, pois não reconhecia mais sua sobrinha Sharon. Ela também foi visitada por William Burnside, que afirmou ser o Steve Rogers original.

### Morte
Quando Peggy faleceu, Sharon Carter, o verdadeiro Steve Rogers, Dum Dum Dugan e Nick Fury estiveram em seu funeral. Uma estátua memorial foi erguida em sua honra na entrada da Academia da S.H.I.E.L.D. em Newark, Nova Jersey.

### Volta dos mortos
Por meios desconhecidos, Peggy Carter foi revivida e rejuvenescida onde se juntou a Sharon na formação das Filhas da Liberdade sob o pseudônimo de Dryad. Além de Sharon, as únicas outras pessoas que conheciam eram Falcão e Soldado Invernal. Ela ajudou o grupo a trabalhar para limpar o nome do Capitão América quando ele foi acusado da morte de Thunderbolt Ross. Dryad lutou contra o verdadeiro assassinato de Ross, Foreigner, até que Osso Cruzados e Sin dispararam um míssil contra eles. Dryad sobreviveu enquanto Foreigner presumivelmente perece. Ela secretamente ajuda Soldado Invernal a fornecer informações falsas sobre o paradeiro do Capitão América para Nick Fury Jr., a fim de despistá-lo. Depois de obter algumas informações da mente do Barão Strucker, a localização de Peggy é invadida por Nick Fury Jr. e seus homens, enquanto Peggy estava perguntando a Sharon quando ela contaria ao Capitão América sobre seu renascimento. Peggy diz a Nick Fury Jr. que ele e seus homens terão que passar por ela primeiro se quiserem chegar ao Capitão América. Peggy subjuga os soldados e mantém Nick Fury Jr. sob a mira de uma arma para endireitá-lo. Decidindo que é hora de avisar Steve sobre seu retorno, Peggy providenciou para que Agatha Harkness, colega de equipe das Filhas da Liberdade, trouxesse Steve até ela. Ela revelou a ele que estava rastreando Aleksander Lukin desde o evento em que Lukin e Selene pegaram um fragmento de alma de Sharon. Além disso, Peggy declarou a Steve que Lukin estava por trás da morte de Thunderbolt Ross, dos ataques dos Watchdogs e do novo Flagelo. Sharon, Falcão e Soldado Invernal entram enquanto explicam por que mantiveram o renascimento de Peggy em segredo. Peggy e Soldado Invernal revelam a Steve que o fragmento de alma que se manifestou como uma pedra foi usado para reviver Lukin, que também reviveu os restos da mente do Caverna Vermelha que estão nele.

## Outras versões
- Na realidade alternativa criada pela Feiticeira Escarlate no enredo de "Dinastia M" de 2005, o Capitão América nunca ficou congelado no Ártico e se casa com Peggy logo após o término da Segunda Guerra Mundial.[8]
- Na Terra-65, Peggy Carter é a diretora de longa data da S.H.I.E.L.D., bem como Nick Fury no universo tradicional. Ela também usa um tapa-olho semelhante ao usado por Fury.[9]
- Em Super Soldier: Man of War #1 da Amalgam Comics, Mademoiselle Peggy é um cruzamento entre Peggy Carter e a versão de Mademoiselle Marie da Segunda Guerra Mundial da DC Comics.[10]

## Em outras mídias

### Desenhos Animados
- Peggy Carter aparece no segmento animado "Captain America" de The Marvel Super Heroes, com a voz de Vernon Chapman.
- Depois de ser citada em um episódio de Avengers Assemble, Peggy Carter surge em um episódio posterior em que os Vingadores voltam para a Segunda Guerra, contando com a voz de sua intérprete no cinema, Hayley Atwell.[11] e no episódio T'Chanda de Avengers: Black Panther's Quest.[12]

### Universo Cinematográfico Marvel
Peggy Carter é interpretada por Hayley Atwell no Universo Cinematográfico da Marvel. Nessa versão a personagem é retratada como uma agente britânica em vez de americana, ela também foi inspirada na Agente X (Tenente Cynthia Glass), um agente dupla que foi interesse romântico do Capitão América na minissérie Adventures of Captain America (1991).
- Ela aparece pela primeira vez em Capitão América: O Primeiro Vingador (2011).[15]
- Peggy aparece novamente no curta-metragem Agent Carter, presente na edição em blu-ray do filme Homem de Ferro 3. O curta se passa um ano após os acontecimentos do primeiro filme do Capitão.[16]
- Em Capitão América: O Soldado Invernal (2014),[17] Steve Rogers a visita na casa de repouso em que ela está vivendo atualmente. Por ser ambientado nos dias atuais, efeitos especiais obtidos de computação gráfica foram usados para fazer a personagem aparecer com 90 anos no filme.
- No episódio "Shadows" da segunda temporada de Agents of S.H.I.E.L.D., Peggy aparece em um flashback que mostra a apreensão do General da Hidra, Daniel Whitehall. Ela aparece novamente em um flashback do episódio "The Things We Bury" onde ela interroga Whitehall.[18]
- Peggy estrela sua série solo Agent Carter, que se passa um ano após os eventos de "O Primeiro Vingador". Sendo que a segunda temporada se passa um ano após a primeira. A série retrata o avanço de Carter no trabalho de rotina no escritório da Reserva Cientifíca e Estratégica, em Nova York, para a posição como uma celébre e respeitada agente. A série foi exibida a partir de 6 de janeiro de 2015, até 1º de março de 2016.
- Em Vingadores: Era de Ultron (2015), Peggy aparece em uma alucinação de Steve na década de 1940 causada pelos poderes da Feiticeira Escarlate.[19]
- Em Homem-Formiga (2015), Peggy aparece em um flashback onde é mostrado o passado de Hank Pym como um agente da S.H.I.E.L.D.
- Em Capitão América: Guerra Civil, Peggy morre dormindo. Rogers serve como um dos carregadores de seu caixão no funeral dela, onde ele descobre que Sharon Carter é a sua sobrinha.
- Em Avengers: Endgame, vemos que Rogers ainda guarda a foto de Peggy. Durante as viagens ao passado da trama, ele a revê nos anos 1970, na S.H.I.E.L.D., e no final, resolve voltar ao passado e envelhecer com ela em outra linha temporal.[20]
- Na série animada do Disney+ What If...?, que como a série de quadrinhos homônima trata de histórias alternativas, um episódio tem Peggy passando pelo processo do Super-Soldado em vez de Steve, se tornando a Capitã Carter.

### Videogames
- Peggy Carter aparece no jogo Captain America: Super Soldier, dublada por Hayley Atwell.
- Peggy Carter aparece em Lego Marvel Avengers, com Hayley Atwell reprisando o papel.
- Marvel Puzzle Quest apresenta uma versão alternativa de Peggy em que ela se tornou o Capitão América, como parte das celebrações dos 75 anos do Capitão. Tal versão depois apareceria nos quadrinhos como membra do Exilados, e na série do Disney+ What If...?.